# SV Ingelmunster
SV Ingelmunster is een Belgische voetbalclub uit Ingelmunster.

## Geschiedenis
Toen in 2018 OMS Ingelmunster fusioneerde met het naburige KFC Izegem tot KFC Mandel United, en de ploeg verhuisde naar Izegem voor het nieuwe seizoen 2019/20, was er opnieuw geen voetbal meer te bekijken in Ingelmunster zelf. Als reactie werd onder het initiatief van Francis Vandeputte het nieuwe SV Ingelmunster boven de doopvont gehouden, als feniksclub van het voormalige KSV Ingelmunster en OMS Ingelmunster. De clubkleuren zijn geel en rood. Voor uitmatchen dragen ze het traditionele blauw en wit van Molensport (OMS). De club kreeg als nieuw stamnummer 9714.
In het seizoen 2019/20 kwam de ploeg uit in 4e Provinciale C en speelde er meteen vlot kampioen. In 2023 volgde de promotie naar Tweede Provinciale.

## Resultaten
| Seizoen | Klasse | Klasse | Klasse | Klasse | Klasse | Klasse | Klasse | Klasse | Klasse | Reeks                                                    | Punten                                                   | Opmerkingen                                              |
|         | 1A     | 1B     | 1Am    | 2Am    | 3Am    | P.I    | P.II   | P.III  | P.IV   | Vanaf 2016-17 zijn er 3 nationale en 2 regionale niveaus | Vanaf 2016-17 zijn er 3 nationale en 2 regionale niveaus | Vanaf 2016-17 zijn er 3 nationale en 2 regionale niveaus |
| ------- | ------ | ------ | ------ | ------ | ------ | ------ | ------ | ------ | ------ | -------------------------------------------------------- | -------------------------------------------------------- | -------------------------------------------------------- |
| 2019/20 |        |        |        |        |        |        |        |        | 1      | Vierde prov. W.-Vl. C                                    | 62                                                       | Promotie                                                 |
| 2020/21 |        |        |        |        |        |        |        | -      |        | Derde prov. W.-Vl. C                                     | -                                                        | Geschrapt wegens de Coronacrisis.                        |
| 2021/22 |        |        |        |        |        |        |        | 6      |        | Derde prov. W.-Vl. C                                     | 48                                                       |                                                          |
| 2022/23 |        |        |        |        |        |        |        | 3      |        | Derde prov. W.-Vl. C                                     | 59                                                       |                                                          |
| 2023/24 |        |        |        |        |        |        | 13     |        |        | Tweede prov. W.-Vl. B                                    | 33                                                       |                                                          |
| 2024/25 |        |        |        |        |        |        | 9      |        |        | Tweede prov. W.-Vl. A                                    | 39                                                       |                                                          |
| 2025/26 |        |        |        |        |        |        |        |        |        | Tweede prov. W.-Vl. B                                    |                                                          |                                                          |